# Arad Expres
Arad Expres este un ziar regional gratuit din Arad, România.
A fost lansat în anul 2005 de grupul de presă Inform Media.